# Grünwedelhaus

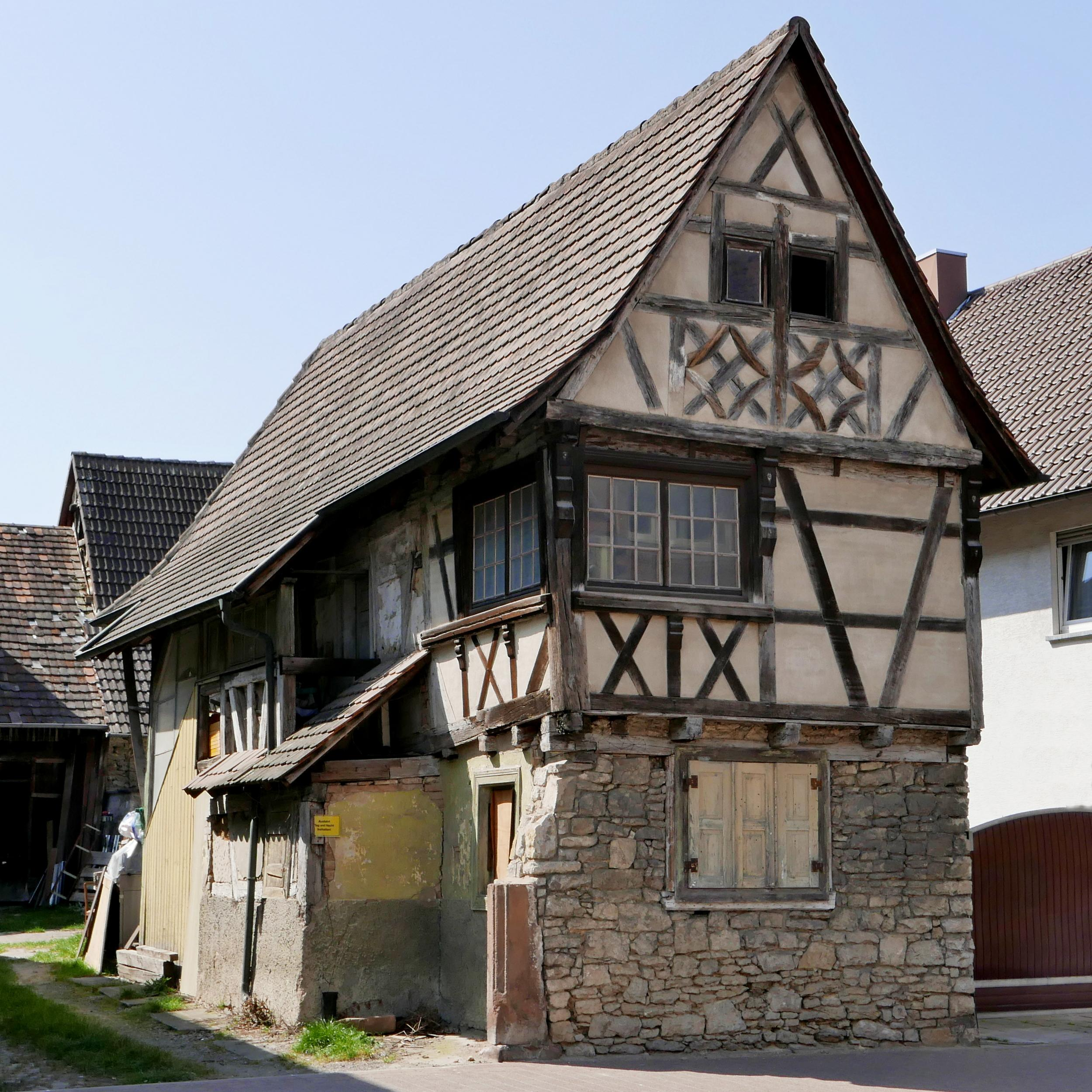
Grünwedelhaus in Jöhlingen, 2021

Das Grünwedelhaus ist ein geschütztes Kulturdenkmal im Ortsteil Jöhlingen der baden-württembergischen Gemeinde Walzbachtal im Landkreis Karlsruhe. 
Das zweigeschossige giebelständige Fachwerkhaus steht in der Jöhlinger Straße (Nr. 67). Das Erdgeschoss besteht aus massivem Bruchsteinmauerwerk, Obergeschoss und Dachgeschoss, beide auskragend, sind als Sichtfachwerk ausgeführt. Das als Wohnraum genutzte Obergeschoss ist nur durch eine längsseitige Außentreppe erreichbar. Im Untergeschoss befanden sich Werkstatt- bzw. Geschäftsräume. Mit einer Grundfläche von insgesamt nur 85 Quadratmetern ist das Gebäude verhältnismäßig klein. Dennoch wurde es bis in die 1980er Jahre als Wohngebäude genutzt und stand anschließend leer. Das äußere Erscheinungsbild des Gebäudes hat sich häufig verändert, so variierte die Fensteranordnung im Obergeschoss beispielsweise zwischen einem mittigen Zentralfenster und dem derzeit vorhandenen Eckfenster.
Das genaue Baujahr des Gebäudes ist unbekannt, es steht jedoch mindestens seit der Mitte des 17. Jahrhunderts. Das Gebäude befindet sich in Privatbesitz und wird seit 2023 gefördert durch die Denkmalstiftung Baden-Württemberg denkmalgerecht saniert.